# 삼성 갤럭시 S II HD LTE
삼성 갤럭시 S II HD LTE는 삼성전자에서 2011년 10월 27일에 출시한 안드로이드 스마트폰이다. LTE를 지원하는 삼성전자의 두번째 스마트폰이며, 기존의 갤럭시 S II LTE와 동일한 하드웨어에 디스플레이가 바뀌었고, 그로 인하여 해상도가 480 x 800 (WVGA)에서 720 x 1280 (720p HD)로 높아졌다.
대한민국 외의 국가에서는 캐나다에서 발매되었다. 2013년 2월 14일 갤럭시 S2 LTE와 함께 안드로이드 4.1.2 젤리빈으로 업데이트되었다.

## 운영체제
안드로이드 2.3.5 진저브레드를 탑재하여 출시했으나 지금은 안드로이드 4.0.4 아이스크림 샌드위치, 안드로이드 4.1.2 젤리빈으로 업데이트가 되면서 일부 기능을 개선하였다.

## 색상
- 화이트
- 블랙

## 같이 보기
- 삼성 갤럭시 S II
- 삼성 갤럭시 S II LTE